# Jicchak Levy
Jicchak Levy (hebrejsky: יצחק לוי, narozen 6. července 1947) je izraelský rabín a bývalý politik. V letech 1988 až 2009 byl poslancem Knesetu za Národní náboženskou stranu a Achi (frakci někdejší strany Národní jednota). V letech 1998 až 2002 byl předsedou Národní náboženské strany a během své politické kariéry zastával řadu ministerských funkcí v izraelské vládě. Šlo o post ministra dopravy, školství, energetiky a infrastruktury, bydlení a výstavby, náboženských záležitostí, turismu a ministra bez portfeje.

## Biografie
Levy se narodil v marocké Casablance, jako syn Daniela Jicchaka Levyho, někdejšího poslance Knesetu za Národní náboženskou stranu. Jeho rodina imigrovala do Izraele v roce 1957. Jicchal Levy studoval v ješivě Kerem v Kvucat Javne a v ješivě Západní zdi (ha-Kotel) a poté byl ustanoven rabínem. Následně sloužil jako důstojník v Izraelských obranných silách, kde dosáhl hodnosti majora (Rav Seren). Byl členem výkonného výboru Bnej Akiva, světového sekretariátu Bnej Akiva a v letech 1986 až 1995 zastával post generálního tajemníka Národního náboženského nutí. Jicchak Levy byl rabínem na talmudické škole Bnej Akiva v Kfar Majmonu a patřil mezi zakladatele izraelské osady Elon More na Západním břehu Jordánu.
Poprvé byl zvolen poslancem Knesetu ve volbách v roce 1988 za Národní náboženskou stranu. V letech 1988 až 1996 byl členem parlamentního výboru pro bydlení a v letech 1988 až 1992 výboru pro práci a sociální věci. Rovněž tak byl předsedou etického výboru a lobby pro péči o děti, stejně tak jako parlamentní ligy pro izraelsko-argentinské přátelství. Od roku 1988 byl členem výboru pro ústavu, právo a spravedlnost.
V červnu 1996 byl jmenován ministrem dopravy ve vládě Benjamina Netanjahua. V únoru 1998 se po smrti Zevuluna Hammera stal předsedou Národní náboženské strany a až do července 1999 působil jako ministr školství. Rovněž tak působil jako ministr pro náboženské záležitosti (šlo o rotační post).
V červenci 1999 byl jmenován ministrem bydlení a výstavby. Po svém jmenování rezignoval na svůj poslanecký mandát, aby tak umožnil jinému politikovi Národní náboženské strany, Nachumu Langentalovi, se dostat do Knesetu. V červenci 2000, po summitu v Camp Davidu, rezignoval na svou ministerskou funkci.
V dubnu 2002 rezignoval během protiteroristické operace Obranný štít na funkci předsedy Národní náboženské strany, aby uvolnil místo Effimu Ejtamovi, a byl jmenován ministrem bez portfeje. Od září 2002 do února 2003 působil jako ministr turismu. V březnu 2003 byl jmenován náměstkem při úřadu premiéra. V červnu 2004 však společně s Ejtamem rezignovali na protest proti plánu premiéra Ariela Šarona na jednostranný odchod Izraele z Pásma Gazy. Společně s Ejtamem následně opustili stranu a založili novou nábožensky-sionistickou stranu Achi, jež vstoupila do aliance Národní jednota.
V prosinci 2008 Levy oznámil odchod z politiky. Své rozhodnutí zdůvodnil skutečností, že nová strana Židovský domov nepořádá tradiční stranické primárky, ale namísto toho spoléhá na internetové hlasování, jež určí kandidátní listiny pro volby do Knesetu.
Levy je ženatý, má pět dětí a žije v mošavu Kfar Majmon.